# Kolumbijské námořnictvo
Kolumbijské námořnictvo (španělsky Armada Nacional de la República de Colombia) je součástí ozbrojených sil Kolumbie. K roku 2008 tvořilo personál námořnictva 18 000 osob, z toho 8900 vojáků námořní pěchoty. Hlavní základnou na pacifickém pobřeží je Bahía de Malaga a na atlantickém pobřeží Cartagena. Jádro kolumbijské floty tvoří 4 fregaty, 1 korveta, 3 oceánské hlídkové lodě, 2 ponorky a řada hlídkových lodí pro službu u pobřeží či na řekách. Námořnictvo se soustředí zejména na pobřežní obranu, ochranu námořních ekonomických zón a boj proti pašování narkotik.

## Historie

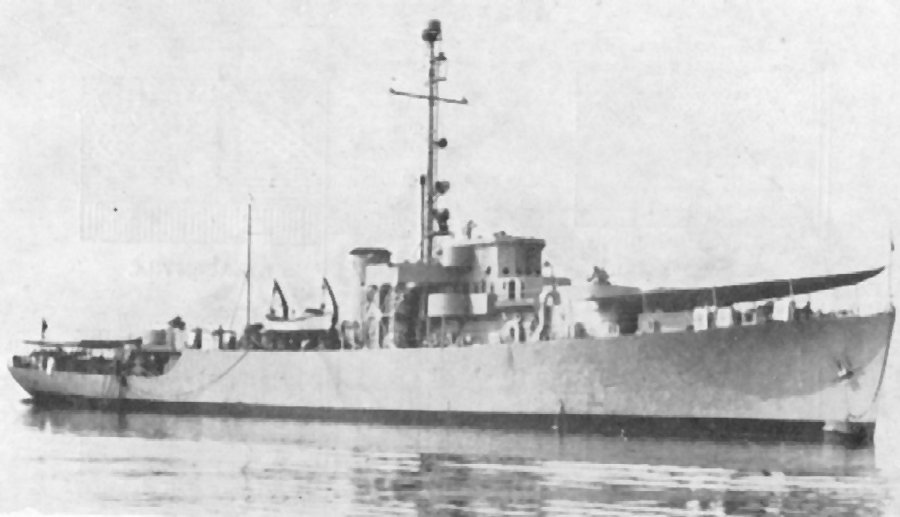
Fregata Almirante Padilla byla jako první kolumbijské plavidlo nasazena v korejské válce

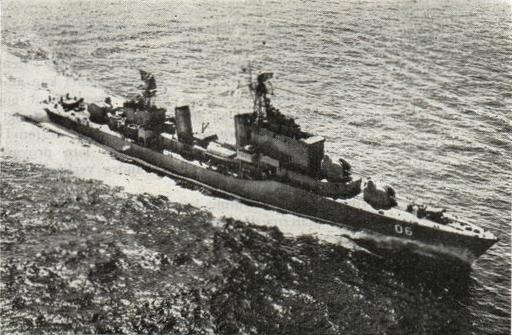
Torpédoborec 7 de Agosto v roce 1958

Kolumbijské námořnictvo vzniklo několik týdnů po vyhlášení nezávislosti. Dne 17. září 1810 prezident nejvyšší rady José María García de Toledo dekretem založil generální velitelství námořnictva, v jehož čele stál kapitán Juan Nepomuceno Eslava. Ve svých počátcích námořnictvo tvořilo jen několik škunerů. Jako datum vzniku námořnictva je považován 24. červenec 1823. V tento den admirál José Prudencio Padilla porazil španělské námořnictvo v bitvě u jezera Maracaibo, největší námořní bitvě tamních válek za nezávislost. V pozdějším období však stav námořnictva silně poznamenal nedostatek financí. V letech 1870 a 1881 získalo říční dělové čluny Bolívar a General Pinzón, následované v letech 1895–1897 říčním dělovým člunem Chercinto a dvěma dalšími třídy Esperanza.
V roce 1902 námořnictvo ve Francii zakoupilo nechráněný křižník (či velký dělový člun) Almirante Lezo, původně postavený jako marocký El Bashir. V roce 1903 se od Kolumbie odštěpila Panama, podporovaná USA. V dalších letech námořnictvo kvůli slabé ekonomice nezískalo nová plavidla.
Ve 30. letech 20. století bylo námořnictvo posilováno v souvislosti s konfliktem s Peru.
V 50. letech se Kolumbie, jako jediná jihoamerická země, zapojila do korejské války v rámci koalice OSN. Jádro malého kolumbijského námořnictva tehdy tvořily dva staré torpédoborce a roku 1947 zakoupená druhoválečná fregata třídy Tacoma Almirante Padilla (ex USS Groton), které doplňovaly říční dělové čluny. V listopadu 1950 námořnictvo vyslalo fregatu Almirante Padilla do San Diega, přičemž si její stav vynutil nákladnou opravu v loděnici Long Beach Naval Yard. Následně fregata od května 1951 do ledna 1952 operovala společně se spojeneckými silami. Jako náhradu námořnictvo získalo další dvě fregaty třídy Tacoma. Od dubna do listopadu 1952 v Koreji působila fregata Almirante Tono (ex USS Bisbee) a později fregata Almirante Brión (ex USS Burlington), která však připlula až krátce před uzavřením příměří. Přesto námořnictvo své síly v oblasti udržovalo až do října 1955. Z korejské války si námořnictvo odneslo cenné zkušenosti.
V rámci modernizačního programu Plataforma Estratégica de Superficie (PES, což znamená strategická hladinová platforma) námořnictvo získá novou fregatu. Vyvíjena je ve spolupráci nizozemské loděnice Damen Group a kolumbijské loděnice COTECMAR na základě typu SIGMA 10514 modulární rodiny válečných lodí třídy Sigma. Fregaty této verze předtím zakoupila Indonésie a Mexiko. Plavidlo se stane první fregatou postavenou kolumbijskými loděnicemi.

## Složení

### Fregaty

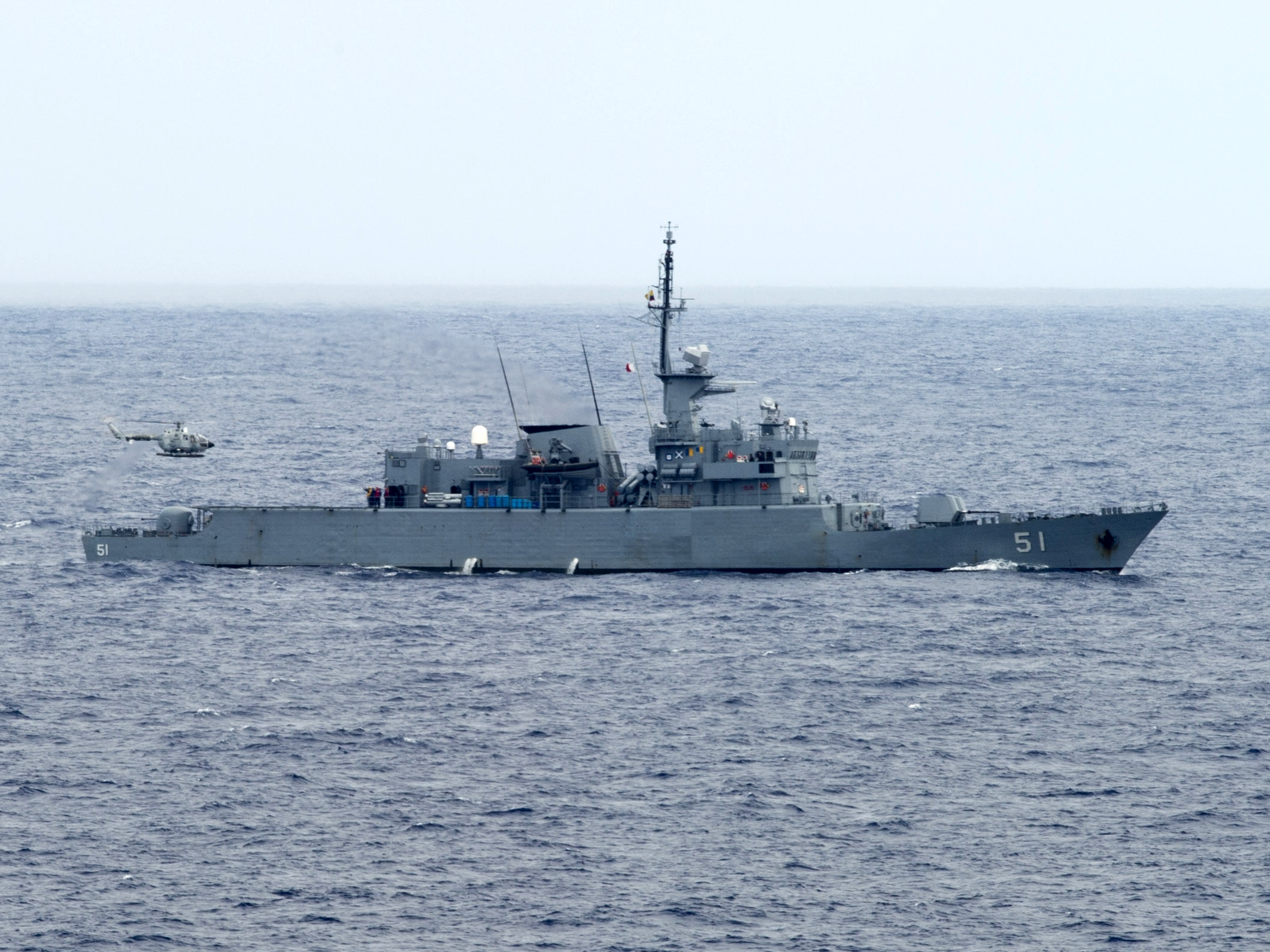
Almirante Padilla (CM-51)

- Třída Almirante Padilla
  - Almirante Padilla (CM-51)
  - Caldas (CM-52)
  - Antioquia (CM-53)
  - Independencia (CM-54)

### Korvety

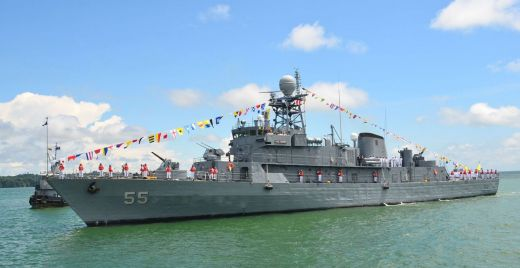
Nariño (CM-55)

- Třída Pchohang
  - Aimirante Tono (CM-56)

- Třída Tonghe
  - Nariño (CM-55)

### Hlídkové lodě

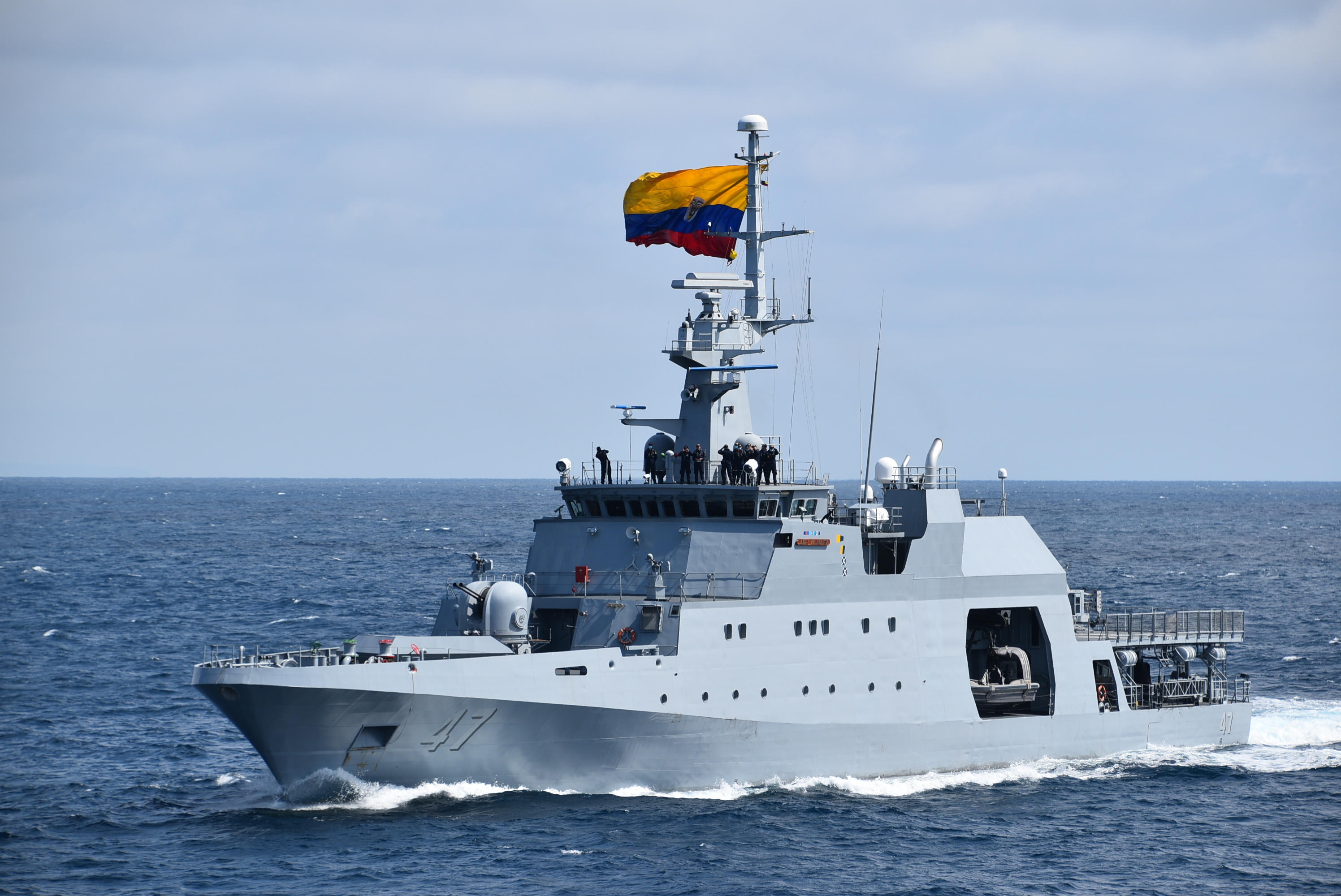
7 de Agosto (PZE-47)

- Patrulleros de Zona Marítima
  - 20 de Julio (PZE-46)
  - 7 de Agosto (PZE-47)
  - Victoria (PZE-48)

- Třída Island
  - Batalla Toma de Sabanilla
  - Batalla de Cispatá
  - Batalla Noche de San Juan

### Ponorky

Hlavní námořní základny a výhradní ekonomická zóna země

- Typ 209/1200
  - Pijao (SS-28)
  - Tayrona (SS-29)

- Typ 206
  - Intrépido (SS-23, ex U23)
  - Indomable (SS-24, ex U24)

### Pomocné lodě
- Třída Lüneburg (typ 701) – zásobovací tankery
  - Cartagena de Indias (BL-161)
  - Buenaventura (BL-162)

- Gloria (BE-160) – cvičný bark

## Plánované posily
- Třída Sigma (1 ks) – fregata, stavba loděnicí COTECMAR
- 24 de Julio (PZE-40) (1 ks) – oceánská hlídková loď OPV-93C-POC, stavba loděnicí COTECMAR[7]